# Скиф, Владимир Петрович
Влади́мир Петро́вич Скиф (настоящая фамилия — Смирно́в; род. 17 февраля 1945, станция Куйтун, Иркутская область) — русский поэт, детский писатель, литературовед, пробовал свои силы в жанре пародий.
Член Союза писателей СССР. Член Союза писателей России (1989). Секретарь Правления Союза писателей России. Заведующий отделом поэзии журнала «Сибирь» (Иркутск).

## Биография
Родился 15 февраля 1945 года на станции Куйтун Иркутской области в многодетной семье.
Учился в посёлке Харик и в селе Лермонтовском Куйтунского района.
В 1959 году поступил в Тулунское педагогическое училище, которое закончил в 1963 году. После окончания училища преподавал в Лермонтовской средней школе черчение, рисование, географию и физкультуру.
В 1964 году был призван на Тихоокеанский флот, служил на Дальнем Востоке, в морской авиации, в 50-м отдельном Гвардейском дальнеразведывательном авиационном полку.
В 1967 году демобилизовался и стал работать художником-оформителем на Иркутском авиазаводе.
В 1970 году поступил в Иркутский государственный университет на отделение журналистики, который закончил в 1975 году. Несмотря на то, что учился Владимир на очном отделении, все эти годы он не переставал трудиться: работал художником-оформителем на Иркутском машиностроительном заводе, рабочим сцены в Иркутском театре музыкальной комедии, художественным руководителем Дома культуры завода им. В. В. Куйбышева.
В середине 1970-х годов В. Смирнов был руководителем ТОМа (Творческого объединения молодых писателей).
С 1978 по 1983 годы работал старшим инспектором Иркутского облкниготорга, после чего ушёл на творческую работу.
В 2009 году Владимир Петрович был избран и по 2011 год работал Председателем правления Иркутского регионального отделения СП России, с в Москве на XIII съезде Союза писателей России был избран Секретарём Правления Союза писателей России.
Первые поэтические опыты и первые публикации появились в местных и областных газетах, когда Владимир учился в Тулунском педагогическом училище. Во время службы в армии стихи В. Смирнова печатались на страницах военных газет и журналов «Боевая вахта», «Суворовский натиск», «Тихоокеанская звезда», «Крылья Родины», «Старшина-сержант», «Советский воин», в альманахе «Далеко у Тихого». Первая крупная публикация в «толстом» журнале «Дальний Восток» появилась в 1965 году, когда молодому поэту исполнилось 20 лет.
В 1970 году в серии «Бригада» вышла первая книга поэта «Зимняя мозаика», в 1979 году — «Журавлиная азбука».
В конце 1970-х годов В. Скиф стал писать литературные пародии, которые печатались на страницах журналов «Крокодил», «Юность», «Москва», в «Литературной газете» и в «Литературной России», в 1982 году издал книгу пародий «Бой на рапирах» и был приглашён в Москву на Второй Всероссийский семинар молодых сатириков и юмористов, где занял одно из ведущих мест. Вторая книга пародий «К сопернику имею интерес» вышла в свет в 1993 году, а в 2011 году — третья «Себя не сознаваху».
На протяжении многих лет В. Скиф пишет верлибры. А «Антологию русского верлибра», изданную в Москве в 1991 году вошли пять его стихотворений.
Пишет В. Скиф и стихи для детей. В 2010 году за книжку «Шла по улице корова» автор получил Всероссийскую литературную премию имени П. П. Ершова.
Владимир Петрович Скиф публикуется на страницах многих московских и российских журналов и альманахов: «Наш современник», «Москва», «Молодая гвардия», «Роман-журнал XXI век», «Сельская молодёжь», «Академия поэзии», «Братина», «Юность», «Сельская новь», «День поэзии» (Москва), «Всерусскій соборъ», «Родная Ладога» (Санкт-Петербург), «Сибирские огни» (Новосибирск), «Подъём» (Воронеж), «Гостиный двор» (Оренбург), «Врата Сибири» (Тюмень), «Кубань» (Краснодар), «Енисей», «Доля» (Симферополь), «Затесь», «День и Ночь» (Красноярск), «Земля сибирская, дальневосточная» (Омск), «Простор» (Казахстан), «Аргамак-Татарстан» (Набережные челны), «Бийский вестник» (Бийск), «Иркутский Кремль», «Первоцвет» (Иркутск), «Байкал» (Улан-Удэ), «Дальний Восток» (Хабаровск).
На стихи В. Скифа написано более ста песен. С ним сотрудничают композиторы Виктор Грозин, Владимир Зоткин, Анатолий Тепляков, Сергей Маркидонов, Александр Калачёв, Анатолий Криштопа, Евгений Якушенко и др., в также барды Евгений Куменко, Николай Зарубин, Владимир Браништи. Многие предприятия и учебные заведения г. Иркутска имеют свои гимны, написанные Владимиром Скифом.
Член Союза писателей России с 1989 г., Председатель Правления Иркутского отделения Союза писателей России, Секретарь Правления Союза писателей России, член Приёмной коллегии Союза писателей России, член редколлегии журнала «Подъём» (Воронеж), заведующий отделом поэзии журнала «Сибирь» (Иркутск).
Живёт в Иркутске.
Творческий псевдоним «Скиф», Владимир Петрович взял в 1970-е годы, из-за большого количества поэтов с фамилией Смирнов. Произошло это событие в компании иркутских литераторов на квартире иркутского поэта Геннадия Гайды, а журналист Любовь Сухаревская «расшифровала» псевдоним, как: «Смирнов, Который Изменил Фамилию». В 2015 году официально сменил на Скиф.

## Семья
- Жена — Евгения Ивановна, дочь писателя Ивана Молчанова-Сибирского, родная сестра Светланы Ивановны Распутиной, жены писателя Валентина Распутина.
- Сын — Игорь Владимирович Смирнов, художник, иконописец[3].
- Дочь — Дарья Владимировна Тимкович, преподаватель английского и французского языков.
- Дочь — Александра Владимировна Седых, преподаватель в творческой студии.

## Творчество
Стихи начал писать в 13 лет. В 1961 году опубликовал первое стихотворение в тулунской городской газете. В 1965 году вышла первая публикация в «толстом» журнале «Дальний Восток».
Стихи публиковались в журналах «Крокодил», «Молодая гвардия», «Москва», «Наш современник», «Юность» (Москва), «День и ночь» (Красноярск), «Огни Кузбасса» (Кемерово), «Подъём» (Воронеж), «Простор» (Казахстан), «Сибирские огни» (Новосибирск), «Иркутский Кремль», «Сибирь» (Иркутск) и других российских печатных изданиях, а также в зарубежных газетах «Наша страна» (Буэнос-Айрес) и «Русская жизнь» (Сан-Франциско).
В 1970 году вышла первая книга «Зимняя мозаика» (Иркутск).
В 1982 году вышла первая книга пародий «Бой на рапирах».
В 2007 году вышла первая книга детских стихов «Шла по улице корова».
В 2010 году выступил как автор и ведущий цикла телепередач «Как слово наше отзовётся…», посвящённого сибирским писателям.
Автор 17 поэтических сборников, сборников пародий и стихов для детей, изданных в Москве и Иркутске. Пишет верлибры.
Стихи положены на музыку Анатолием Тепляковым и другими композиторами.

## Награды и премии
- Победитель V Московского международного конкурса поэзии «Золотое перо-2008».
- Лауреат Всероссийской литературной премии имени Ершова (2009) — за сборник стихов для детей «Шла по улице корова»[5].
- Лауреат Всероссийской литературной премии «Белуха» имени Г. Д. Гребенщикова
- Лауреат премии губернатора Иркутской области за достижения в искусстве и культуре (2011) — за цикл телепередач «Как слово наше отзовётся…» (в составе творческого коллектива)[6].
- Лауреат премии губернатора Иркутской области за достижения в искусстве и культуре (2012) — за создание антологии «Иркутск. Бег времени» (в составе творческого коллектива)[7].
- Лауреат премии Имперская культура имени Эдуарда Володина по разряду Поэзия (2014).
- Лауреат Всероссийской литературной премии имени Николая Клюева (2014).

## Избранная библиография
Антологии, коллективные сборники
- Молодые голоса: Сборник стихов русских советских поэтов / Сост. Старшинов Н., предисл. Дудина М., под ред. Цыбина В. — М.: Худож. лит., 1981. — С. 381—385. — 542 с. — 10000 экз.
- Русская сибирская поэзия. Антология XX век: Стихи / Автор и руководитель проекта Бурмистров Б. В. — Кемерово, 2008. — С. 357—358. — 980 с. — 1100 экз. — ISBN 5-86338-055-1
- Русская поэзия. XXI век. Антология / Под ред. Красникова Г. — М.: Вече, 2010. — С. 154. — 464 с. — 3000 экз. — ISBN 978-5-9533-3874-5